# Jenny Mensing
Jenny Mensing (ur. 26 lutego 1986) – niemiecka pływaczka specjalizująca się w stylu grzbietowym, dwukrotna wicemistrzyni Europy (basen 25 m), mistrzyni Europy w sztafecie 4 x 100 m stylem zmiennym.

## Kariera sportowa
Jej największym dotychczasowym sukcesem jest srebrny medal mistrzostw Europy na krótkim basenie w Stambule w 2009 roku na dystansie 200 m stylem grzbietowym.
Uczestniczka igrzysk olimpijskich w Londynie (2012) na 100 (21. miejsce) i 200 m grzbietem (15. miejsce) oraz w sztafecie 4 x 100 m stylem zmiennym (9. miejsce).